# Tương đương hàng
Trong đại số tuyến tính, hai ma trận được gọi là tương đương hàng nếu ta có thể chuyển đổi qua lại giữa chúng bởi một dãy hữu hạn các phép biến đổi hàng sơ cấp. Nói cách khác, hai ma trận m × n tương đương hàng khi và chỉ khi chúng có cùng không gian hàng. Khái niệm này thường được áp dụng nhất cho các ma trận biểu diễn các hệ phương trình tuyến tính, trong trường hợp này hai ma trận cùng cỡ tương đương hàng khi và chỉ khi hai hệ phương trình thuần nhất tương ứng có cùng tập nghiệm, hay một cách tương đương là hai ma trận đó có cùng hạt nhân.
Bởi các phép biến đổi hàng sơ cấp là khả nghịch, tương đương hàng là một quan hệ tương đương, nó thường được ký hiệu bởi dấu ngã (~).
Ta cũng có khái niệm tương tự là tương đương cột, được định nghĩa bởi các phép biến đổi cột sơ cấp; hai ma trận tương đương cột khi và chỉ khi hai ma trận chuyển vị của chúng tương đương hàng. Hai ma trận chữ nhật mà có thể được chuyển đổi qua lại bằng cả các phép biến đổi hàng và biến đổi cột sơ cấp được gọi đơn giản là hai ma trận tương đương.

## Các phép biến đổi hàng sơ cấp
Một phép biến đổi hàng sơ cấp là một trong ba tác động sau:
1. Hoán đổi: Đổi chỗ hai hàng của một ma trận.
2. Nhân: Nhân một hàng của một ma trận bởi một hệ số không đổi khác 0.
3. Cộng hàng: Cộng một hàng trong ma trận với một bội của một hàng khác.

Hai ma trận A và B tương đương hàng nếu có thể chuyển đổi từ A đến B bởi một tổ hợp các phép biến đổi hàng sơ cấp. Các phép biến đổi cột sơ cấp và tương đương cột được định nghĩa tương tự.

## Không gian hàng
Không gian hàng của một ma trận là tập hợp tất cả tổ hợp tuyến tính có thể của các vectơ hàng của nó. Nếu các hàng của ma trận biểu diễn một hệ phương trình tuyến tính thì không gian hàng chứa tất cả các phương trình tuyến tính có thể được suy ra một cách đại số từ các phương trình trong hệ. Hai ma trận m × n tương đương hàng khi và chỉ khi chúng có cùng không gian hàng.
Lấy ví dụ hai ma trận sau
{\displaystyle {\begin{pmatrix}1&0&0\\0&1&1\end{pmatrix}}\;\;\;\;{\text{và}}\;\;\;\;{\begin{pmatrix}1&0&0\\1&1&1\end{pmatrix}}}
là tương đương hàng, bởi không gian hàng của chúng đều gồm các vectơ có dạng {\displaystyle {\begin{pmatrix}a&b&b\end{pmatrix}}}. Các hệ phương trình tuyến tính thuần nhất tương ứng với các ma trận này đều mô tả cùng một thông tin:
{\displaystyle {\begin{matrix}x=0\\y+z=0\end{matrix}}\;\;\;\;{\text{và}}\;\;\;\;{\begin{matrix}x=0\\x+y+z=0.\end{matrix}}}
Đặc biệt là cả hai hệ này đều suy ra tất cả các phương trình có dạng {\displaystyle ax+by+bz=0.\,}

## Sự tương đương của các định nghĩa
Kết quả rằng hai ma trận tương đương hàng khi và chỉ khi chúng có cùng không gian hàng là một định lý quan trọng trong đại số tuyến tính. Chứng minh được dựa trên các quan sát sau:
1. Các phép biến đổi hàng sơ cấp không làm thay đổi không gian hàng của một ma trận. Đặc biệt, hai ma trận tương đương hàng thì có cùng không gian hàng.
2. Bất kỳ ma trận nào cũng có thể được tối giản về dạng hàng bậc thang rút gọn bằng các phép biến đổi hàng sơ cấp.
3. Hai ma trận ở dạng hàng bậc thang rút gọn có cùng không gian hàng khi và chỉ khi chúng bằng nhau.

Các lập luận trên cũng cho thấy rằng mọi ma trận đều tương đương hàng với duy nhất một ma trận hàng bậc thang rút gọn.

## Các tính chất khác
- Bởi hạt nhân của một ma trận là phần bù trực giao của không gian hàng, ta có hai ma trận tương đương hàng khi và chỉ khi chúng có cùng hạt nhân.
- Hạng của một ma trận bằng số chiều của không gian hàng, nên hai ma trận tương đương hàng phải có cùng hạng, bằng số phần tử chính trong dạng hàng bậc thang tối giản.
- Một ma trận là khả nghịch khi và chỉ khi nó tương đương hàng với ma trận đơn vị.
- Hai ma trận A và B tương đương hàng khi và chỉ khi tồn tại một ma trận khả nghịch P sao cho A=PB.[1]